# Chiesa di San Rocco (Lugano)
La chiesa parrocchiale di San Rocco è un edificio religioso che si trova a Bogno, comune di Lugano, in Canton Ticino.

## Storia
La costruzione medievale venne rimaneggiata nel corso dei secoli; nel 1780 venne ampliata.

## Descrizione
La chiesa ha una pianta ad unica navata, suddivisa in tre campate e sovrastata da una volta a crociera. Il coro ha una volta a botte lunettata.